# Tiszavasvári járás
A Tiszavasvári járás Szabolcs-Szatmár-Bereg vármegyéhez tartozó járás Magyarországon, amely 2013-ban jött létre. Székhelye Tiszavasvári. Területe 381,61 km², népessége 27 306 fő, népsűrűsége pedig 72 fő/km² volt 2013. elején. 2013. július 15-én két város (Tiszavasvári és Tiszalök) és négy község tartozott hozzá.
A Tiszavasvári járás a 2013-ban újonnan létrehozott járások közé tartozik, a járások 1983-as megszüntetése előtt nem létezett, Tiszavasvári korábban soha nem töltött be járási székhely szerepet. 1970-ig azonban a 2013-ban létrehozott járással megegyező területen működött a Tiszalöki járás, Tiszalök székhellyel. Ezt az 1950-es járásrendezés előtt Dadai alsó járásnak hívták és Szabolcs vármegyéhez tartozott.

## Települései
| Település    | Rang (2013. július 15.) | Közös hivatal | Kistérség (2013. január 1.) | Népesség (2013. január 1.) | Terület (km²) |
| ------------ | ----------------------- | ------------- | --------------------------- | -------------------------- | ------------- |
| Tiszavasvári | járásszékhely város     |               | Tiszavasvári                | 12 964                     | 128,53        |
| Tiszalök     | város                   | Tiszalök      | Tiszavasvári                | 5 485                      | 58,72         |
| Tiszadob     | nagyközség              |               | Tiszavasvári                | 2 929                      | 82,61         |
| Szorgalmatos | község                  | Tiszalök      | Tiszavasvári                | 1 039                      | 8,44          |
| Tiszadada    | község                  |               | Tiszavasvári                | 2 317                      | 48,75         |
| Tiszaeszlár  | község                  |               | Tiszavasvári                | 2 572                      | 54,56         |